# 기러기 아빠

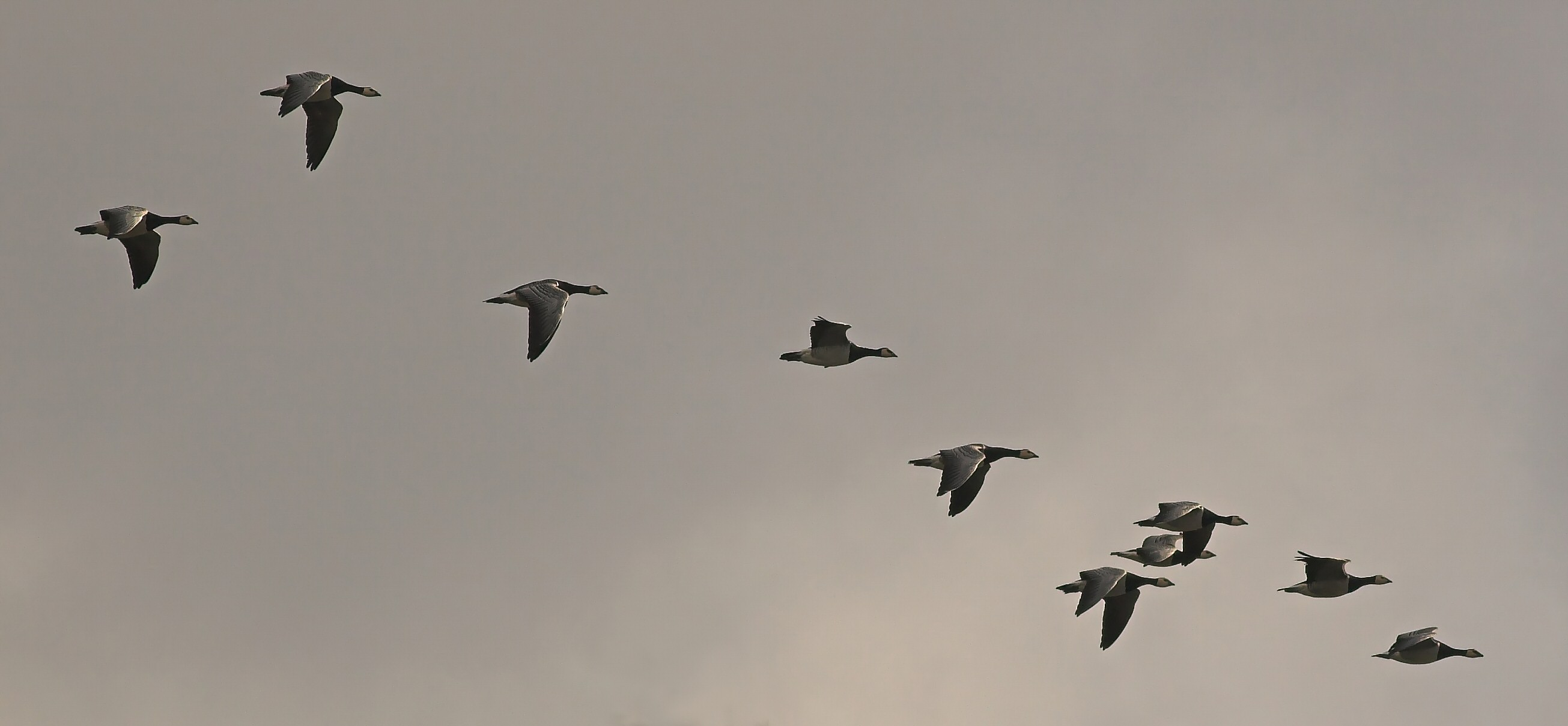
가을철 새들의 이동 중에 바나클 거위 떼

기러기 아빠는 한국에서 자녀의 교육을 목적으로 부인과 아이들을 미국, 캐나다, 영국, 독일 외 유럽, 호주, 뉴질랜드 등 외국으로 떠나 보내고 홀로 한국에 남아 뒷바라지하는 아버지들을 말하는 신조어이다. 미국 워싱턴포스트 등에서 ‘Gireugi’라는 용어로 조명 받기도 했다. 기러기아빠도 재력과 형편에 따라 세분화된 신조어가 생겼다. 국립국어원 『2002년 신어』 보고서에 기러기 아빠가 신조어에 포함되었다.
자녀 교육문로 생겨난 '기러기 가족' 이 점점 사회문제화가 되고 있다.

## 유래
워싱턴포스트지에서 기러기의 유래를 "기러기는 한국의 전통 결혼식에서 평생 반려의 상징이며 먼 거리를 여행하며 새끼들의 먹이를 구해온다” 자녀의 교육을 위해 부부가 헤어져 사는 기러기 가족이란 뜻으로 유래를 들고 있다.

## 관련 신조어
- 자녀들의 조기 유학 때문에 생겨난 원조 ‘기러기 아빠'
- 형편이 좋아서 언제든 외국으로 가족을 보러 갈 수 있는 ‘독수리 아빠’
- 여유가 없어 외로워도 국내에서 발만 동동 구르는 ‘펭귄 아빠'[3]
- 외국으로 보낼 형편이 안 돼 강남에 소형 오피스텔을 얻어 아내와 자식만 강남으로 보내는 '참새 아빠'
- 자녀를 강남구 대치동에 있는 초등학교에 보내고 싶어 대치동에 전세를 얻는 '대전(대치동 전세)동 아빠'[4]

## 같이 보기
- 세계화
- Goose father